# Private Media Group
Private Media Group är ett multinationellt företag som producerar pornografi. Det etablerades i Stockholm 1965 som utgivare av världens första hårdpornografiska tidning helt i färg, Private.

## Historik
Grundare av företaget var Berth Milton Sr., som 1965 grundade Private, den första porrtidningen helt i färg. Den gavs ut i Stockholm, och den förekommande texten var på olika språk (främst kombinationen engelska/franska/tyska[källa behövs]) – dock ej på svenska. Tidningen kom några år sedan att kompletteras av Pirate och under 1980-talet av ett antal andra systertidningar. 1990 tog hans son Berth Milton Jr. över företaget. 
År 1999 blev man det första större företag inom porrindustrin att introduceras på NASDAQ-börsen, där aktien handlas under förkortningen PRVT. Börsvärdet har dock under senare år[när?] fallit kraftigt, och företaget halverade mellan åren 2004 och 2008 sin omsättning.
Bland dem som arbetat för Private hittar man bland andra Angel Dark, Sean Michaels, Ashley Blue, Layla Rivera, Brittney Skye, Silvia Saint, Kelly Wells och Max Hardcore.